# Asahi Super Dry
La Asahi Super Dry è una birra giapponese prodotta dalla Asahi Breweries LTD di Tokyo. Venne lanciata sul mercato giapponese nel 1987 come la prima birra dry (in giapponese karakuchi).

## Produzione
Secondo il sito ufficiale, la Super Dry è il risultato dell'intervista di circa 5.000 persone dopo che il management della ricerca e sviluppo si pose la domanda: «qual è la birra ideale che soddisfa pienamente il cliente?». Da questo ne derivò la birra che viene prodotta con acqua, luppolo, orzo, malto ed un particolare lievito detto lievito Asahi No. 318.